# Cipi Livniová
Cipora Malka „Cipi“ Livni (hebrejsky ציפורה מלכּה „ציפי“ לבני, anglicky Tzipi Livni, narozena 8. července 1958 Tel Aviv) je izraelská politička, předsedkyně strany ha-Tnu'a, za níž byla zvolena poslankyní Knesetu, a bývalá ministryně izraelské vlády.
Před vstupem do politiky pracovala jako důstojnice Mosadu. V roce 1999 byla zvolena poprvé poslankyní Knesetu za Likud, a tuto stranu několikrát reprezentovala ve vládě jako ministryně bydlení a výstavby, ministryně zemědělství a ministryně absorpce imigrantů. V roce 2005 Likud opustila spolu s předsedou Arielem Šaronem, a vstoupila do jeho nové strany Kadima. Tu v letech 2006 až 2009 v Olmertově vládě zastupovala coby ministryně zahraničních věcí. Mezi zářím 2008 a březnem 2012 byla předsedkyní Kadimy a po prohře v primárkách založila stranu ha-Tnu'a. Po parlamentních volbách v roce 2013 se stala členkou Netanjahuovy vlády, v níž zastávala post ministryně spravedlnosti.

## Biografie
Narodila se v Tel Avivu do rodiny významných členů revizionistického hnutí Irgun, Ejtana Livniho a Sáry Rosenbergové. V hodnosti poručíka sloužila u Izraelských obranných sil (IOS) a v 80. letech pracovala v Mosadu. V srpnu 1983 však rezignovala, aby dokončila studia práv a vdala se. Říká se o ní, že jako agentka Mosadu byla lovkyní teroristů, ale pozdější zjištění ukázala, že byla agentkou nižší úrovně. Absolvovala právnickou fakultu Bar-Ilanovy univerzity a poté se jako právník deset let specializovala na veřejné a obchodní právo. Žije v Tel Avivu. Je vdaná za účetního Naftaliho Spitzera, se kterým má dvě děti, Omriho a Juvala. Podle jejího přítele z dětství Mirla Gala je Livni vegetariánka. Hovoří anglicky a francouzsky.

## Politická kariéra

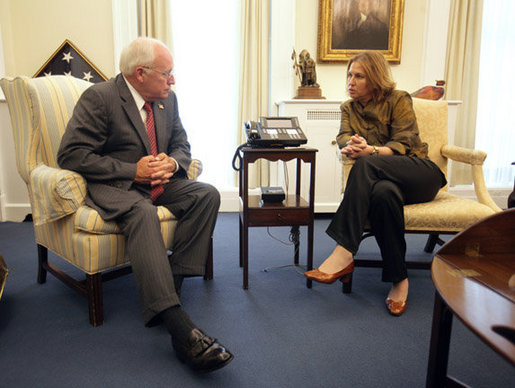
Americký viceprezident Dick Cheney a Cipi Livni v Bílém domě

### Počátky

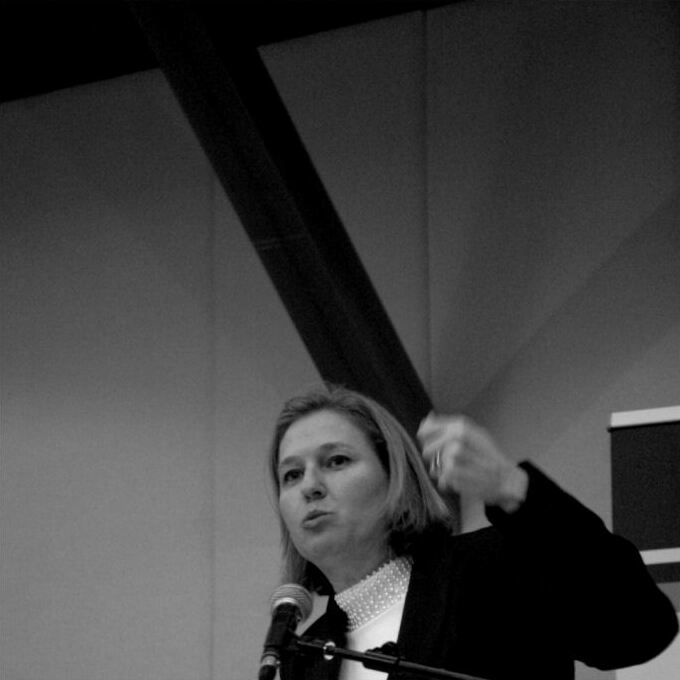
Cipi Livni na Světovém židovském kongresu v Jeruzalémě (2008)

Poprvé byla Livni do Knesetu zvolena za Likud v roce 1999. Když se roku 2001 stal předseda Likudu Ariel Šaron premiérem, byla Livni jmenována ministryní regionální spolupráce a poté vystřídala několik vládních postů, včetně ministryně zemědělství a rozvoje venkova, ministryně absorpce imigrantů a ministryně bydlení a výstavby. V roce 2004 obdržela cenu Abirat ha-Šilton („Kvalita vládnutí“). 1. října 2005 byla jmenována ministryní spravedlnosti.
V Šaronově kabinetu byla Livni horlivou zastánkyní premiérova plánu na stažení z Pásma Gazy a obecně byla považována za příslušníka „holubičí“ části Likudu. Často se jí podařilo mezi „holubičím“ a „jestřábím“ křídlem strany zprostředkovat dohody. Za své snahy dosáhnutí míru získala uznání, zejména pak za úspěšné snahy při prosazení stažení se z Pásma Gazy v Knesetu. 12. listopadu 2005 se stala prvním pravicovým politikem, který mluvil na každoroční vzpomínkové akci u příležitosti atentátu na Jicchaka Rabina.

### Vstup do Kadimy
20. listopadu 2005 Livni následovala Šarona a Ehuda Olmerta při jejich odchodu z Likudu do Šaronem nově založené strany Kadima. V důsledku masové rezignace členů Likudu z vládních postů byla již před parlamentními volbami konanými 28. března jmenována novou ministryní zahraničních věcí a nadále vykonávala i úřad ministryně spravedlnosti.
Při sestavování kandidátky do březnových voleb do Knesetu v roce 2006 se dostala na třetí místo, což jí zaručilo zvolení.
4. května 2006 složila přísahu jako členka 31. izraelské vlády. V té době se rovněž stala vicepremiérkou a ministryní zahraničí. Na pozici ministryně spravedlnosti skončila, ale od 29. listopadu 2006 do 7. února 2007 tuto pozici opětovně zastávala, avšak primárně se věnovala své práci na ministerstvu zahraničí.
Po březnových parlamentních volbách v roce 2006 byla Livni označena jako „druhý nejmocnější politik v Izraeli.“ Livni je po Goldě Meirové v pořadí teprve druhá žena, která zastává funkci ministryně zahraničí. V roce 2007 byla časopisem Time zařazena do stovky nejvlivnějších lidí na světě. Časopis Forbes ji označil jako 52. nejmocnější ženu světa.

Livni se stala prvním ministrem vlády, který odlišil partyzánské útoky Palestinců proti armádním cílům a teroristické útoky proti civilnímu obyvatelstvu. V rozhovoru pro americkou televizi prohlásila: 
| „                             | Ten, kdo bojuje proti izraelským vojákům, je nepřítel a my proti němu budeme bojovat, ale já věřím, že pod definici terorismu nepatří útoky proti vojákům. | “ |

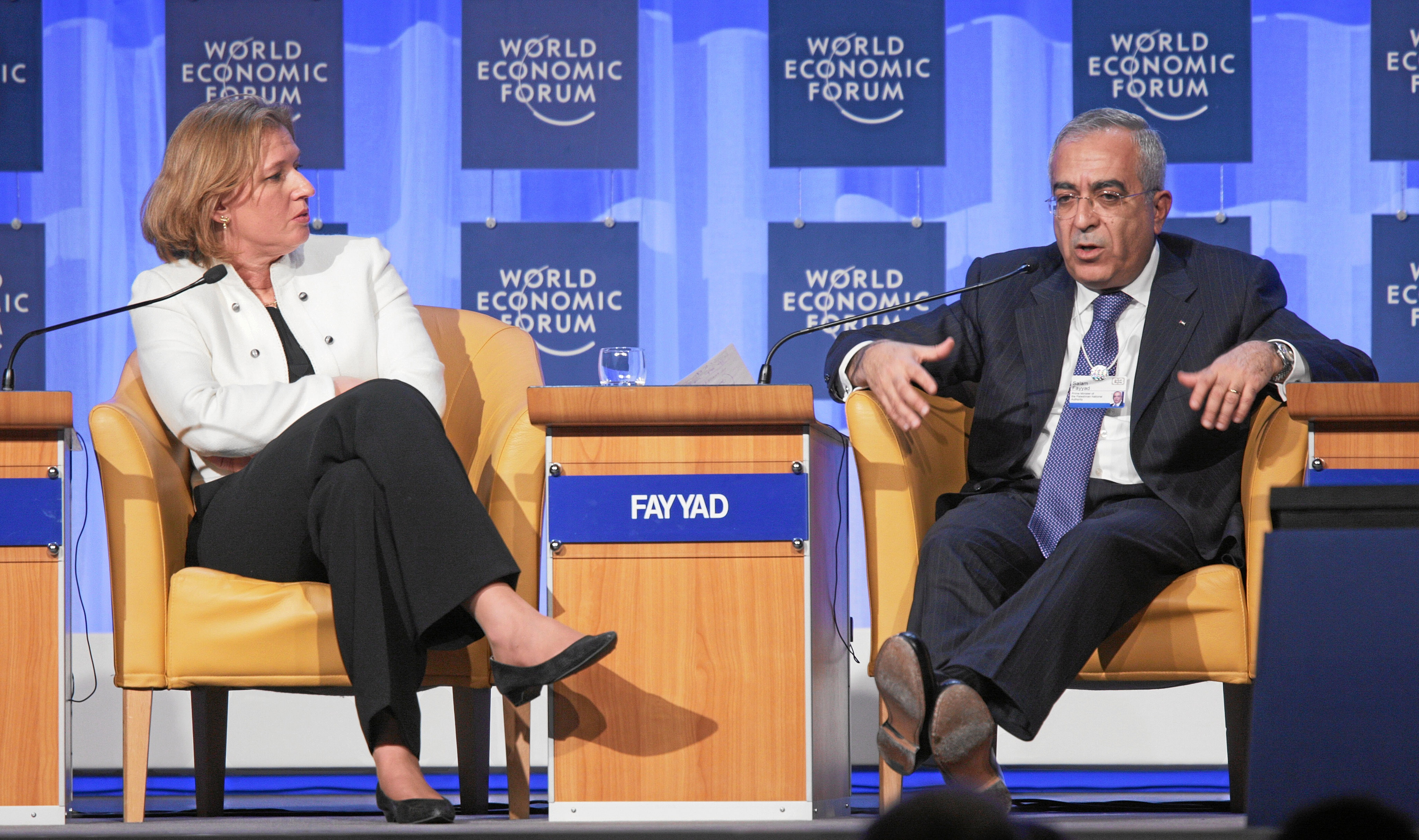
Livniová s palestinským premiérem Salámem Fajádem na Světovém ekonomickém fóru v Davosu (2008)

| — Cipi Livni, 28. března 2006 | |   |

V roce 2007 se setkala s palestinským premiérem Salámem Fajádem, aby prodiskutovali „zlepšení života palestinského lidu, bez omezení izraelské bezpečnosti“.
V květnu 2007 vyzvala, v důsledku zveřejnění zprávy Winogradovy komise, k odstoupení premiéra Ehuda Olmerta. Zároveň se v případě, že by Olmert odstoupil, nabídla jako možná vůdkyně Kadimy a vyjádřila svou jistotu, že v případě stranických voleb by Olmerta porazila. Její žádost však byla Olmertem ignorována a její rozhodnutí i na vzdory tomu setrvat ve vládě vyvolalo spory.

Na 8. vyjednávacím mítinku s palestinskou stranou z 13. listopadu 2007 na téma mezinárodní právo, nadhozené Ahmedem Quereim, řekla: 
| „                                | Byla jsem ministryní spravedlnosti. Jsem právník. Ale jsem proti právu. Mezinárodnímu právu, zejména. Právu obecně. | “ |
| — Cipi Livni, 13. listopadu 2007 | |   |

Tím chtěla naznačit, že Palestinci ve skutečnosti [v kontextu mírové dohody] nepotřebují mezinárodní právo.[zdroj?] Palestinci ale s tímto závěrem nesouhlasí.

### Předsedkyně Kadimy
Ve stranických volbách konaných 17. září 2008 se Ehud Olmert rozhodl nekandidovat a oznámil své rozhodnutí, že po těchto volbách rezignuje na post premiéra. Hlavními rivaly ve volbě o předsedu strany byla Livniová a Šaul Mofaz. Livniová nakonec zvítězila těsnou většinou 431 hlasů a stala se tak předsedkyní strany. Ehud Olmert rezignoval 21. září 2008. Stranu pak vedla do předčasných voleb v únoru 2009, které vyhrála. Nepodařilo se jí však získat dostatečnou podporu pro koalici, a poté, co strany Šas a Sjednocený judaismus Tóry odmítly účast v její vládě, tuto skutečnost oznámila prezidentu Peresovi. Premiérem se nakonec stal Benjamin Netanjahu a Livniová skončila v opozici.
V prosinci 2009 na ni byl vydán ve Velké Británii zatykač kvůli obvinění z válečných zločinů, v souvislosti s válkou v Gaze. V únoru 2010 se vyjádřila k zabití předního vůdce teroristické organizace Hamás v Dubaji, které měl mít údajně na svědomí Mosad, když prohlásila: „Každý terorista musí vědět, že jej nikdo nebude podporovat, když se jej voják, a nezáleží na tom jaký voják, pokusí zabít.“
V březnu 2012 prohrála ve vnitrostranických volbách a předsednický post předala Šaulu Mofazovi. Koncem listopadu 2012 oznámila vznik nové centristické strany ha-Tnu'a, s níž úspěšně kandidovala v předčasných parlamentních volbách v lednu 2013. Její strana získala šest poslaneckých mandátů a stala se součástí třetí Netanjahuovy vlády, v níž Livniová získala post ministryně spravedlnosti. V prosinci 2014 ji premiér z této pozice odvolal. Jako důvod uvedl její neustálé napadání vládní politiky. Zároveň navrhl rozpustit parlament a uspořádat předčasné parlamentní volby.
Poslanecký mandát obhájila ve volbách v roce 2015, nyní za Sionistický tábor, tedy za alianci Strany práce a strany ha-Tnu'a, kterou Livniová dojednala koncem roku 2014 s předsedou Strany práce Jicchakem Herzogem. Sionistický tábor si ještě v lednu a únoru 2015 udržoval silnou podporu v průzkumech veřejného mínění. Poslední průzkumy publikované před volbami mu dokonce dávaly náskok několika mandátů před hlavní pravicovou silou Likudem. Podle původní dohody o vytvoření Sionistického tábora se předpokládalo, že pokud tato formace uspěje a sestaví vládu, dojde k rotaci v jejím čele, kdy po jistou dobu měl být premiérem Herzog a pak Livniová. V poslední fázi kampaně ale byla Livniová v politickém marketingu Sionistického tábora upozaděna a důraz byl kladen na propagaci Jicchaka Herzoga. 16. března, tedy den před volbami, oznámila Cipi Livniová, že nebude trvat na původní dohodě o rotaci premiérského křesla mezi ní a předsedou Strany práce. Sionistický tábor tak chtěl přilákat další voliče, kterým osoba Livniové coby možné budoucí premiérky nevyhovovala. Ve volbách ovšem nakonec Likud výrazně zvítězil nad Sionistickým táborem poměrem mandátů 30:24 a sestavením vlády byl pověřen předseda Likudu Netanjahu.